# Pereira (Colombia)
Pereira è un comune della Colombia, capoluogo del dipartimento di Risaralda. Si trova a circa 250 km ad ovest della capitale, Bogotà ed è raggiungibile, in un'ora di volo, dall'aeroporto della capitale. Al censimento del 2005 possedeva una popolazione di 428 397 abitanti.
La città è immersa in immense aree verdi, con coltivazioni di caffè, mango e banane, fra montagne sulle cui vette è talvolta possibile scorgere tratti innevati. Pereira prende l'acqua potabile dal fiume Otún.